# ГЕС Цзінхун
ГЕС Цзінхун (景洪水电站) — гідроелектростанція на півдні Китаю у провінції Юньнань. Знаходячись між ГЕС Ночжаду (вище по течії) та ГЕС Xayaburi (Лаос), входить до складу каскаду на одній з найбільших річок Південно-Східної Азії Меконзі (басейн Південно-Китайського моря).
У межах проекту річку перекрили греблею з ущільненого котком бетону висотою 108 метрів та довжиною 705 метрів, яка потребувала 1140 тис. м3 матеріалу. Вона утримує водосховище з об'ємом 1139 млн м3, в якому припустиме коливання рівня у операційному режимі між позначками 591 та 602 метри НРМ (у випадку повені останній показник може збільшуватись до 603,8 метра НРМ).
Пригреблевий машинний зал обладнали п'ятьма турбінами типу Френсіс потужністю по 350 МВт, які використовують напір у 60 метрів та забезпечують виробництво 7,8 млрд кВт-год електроенергії на рік.
Видача продукції відбувається по ЛЕП, розрахованих на роботу під напругою 500 кВ та 220 кВ.
Наявний у складі комплексу судопідйомник розрахований на забезпечення навігації барж тоннажністю 300 тонн (в подальшому до 500 тонн).